# یواس‌اس پوینست (ای‌کی-۲۰۵)
یواس‌اس پوینست، (ای‌کی-۲۰۵) (به انگلیسی: USS Poinsett (AK-205)) یک کشتی بود که طول آن 388' 8" بود. این کشتی در سال ۱۹۴۴ ساخته شد.